# Amalberga Gandawska
Amalberga Gandawska, również: Amalberga z Temse lub Amelia z Temse (ur. ok. 741, zm. 772) – zakonnica, święta Kościoła katolickiego.
Amelia urodziła się w Ardem koło obecnego Luksemburga. Wraz z bratem Rodienem została wychowana w bardzo religijnym domu. Była znana z religijności. Nastoletnia Amelia została siostrą benedyktynką w opactwie przy Munsterbilsen. Jej piękno i cnota przyciągnęły Pepina, króla Franków i jego syna Karola, znanego później jako Karol Wielki. Karol zabiegał o jej względy przez kilka lat. Dopiero po incydencie, gdy złamał jej rękę, pogodził się z religijnym powołaniem Amelii.
Amelia pojechała do Temse nad Schelde, gdzie ufundowała kościół poświęcony Marii.
Najczęściej przedstawiana jest z Biblią w ręku lub z krzyżem, a czasami z rybą przy stopie. Jest oficjalnie patronką rolników i rybaków. Często jest wzywana przez młodych, walczących ludzi, by pomogła w dochowaniu wierności Chrystusowi. Jest również proszona o pomoc przez ludzi szukających uzdrowienia przy obrażeniach rąk i ramion.
Jej święto obchodzone jest 10 lipca. Amalbergi Gandawskiej nie należy mylić z inną świętą Amalbergą z Maubeuge (zm. 690) wspominaną tego samego dnia.